# Tito Santana
Pour les articles homonymes, voir Santana et Solis.
Merced Solís (né le 10 mai 1953 à Mission), plus connu par son nom de ring Tito Santana, est un joueur de football canadien et un catcheur (lutteur professionnel) américain d'origine mexicaine.
Il est membre de l'équipe de football américain de l'université d'État de l'Ouest du Texas (en) et participe au camp d'entraînement d'avant saison des Chiefs de Kansas City en 1975. Il n'est pas engagé et part jouer dans la Ligue canadienne de football avec les Lions de la Colombie-Britannique pendant une saison.
Il devient ensuite catcheur et se fait connaitre pour son travail à la World Wrestling Federation dans les années 1980. Il y remporte le championnat du monde par équipes de la WWF à deux reprises d'abord avec Ivan Putski puis avec Rick Martel. Il est aussi champion intercontinental de la WWF et vainqueur du tournoi King of the Ring en 1989. Il quitte la WWF au début des années 1990. En 2004, Tito Santana était introduit dans le WWE Hall of Fame.

## Jeunesse
Solís est enfant d'une famille d'ouvrier agricole mexicains. Il suit ses parents à travers les États-Unis au cours de l'année et commence à être scolarisé à temps plein qu'au lycée. Il n'est pas un fan de catch durant sa jeunesse.
Après l'école secondaire, il obtient une bourse sportive comme joueur de football américain à l'université d'Etat de l'Ouest du Texas (en). Il y devient ami avec Tully Blanchard, un fils de catcheur qui est le  quaterback (quart-arrière)  de l'équipe.
En 1975, il quitte l'université et participe au camp d'entraînement des Chiefs de Kansas City mais il arrive blessé au tendon d’Achille. Le personel des Chiefs ne lui propose pas de contrat et Solís part au Canada tenter sa chance chez les Lions de la Colombie-Britannique, une équipe de la Ligue canadienne de football et joue dans cette équipe pendant une saison.

## Carrière de catcheur

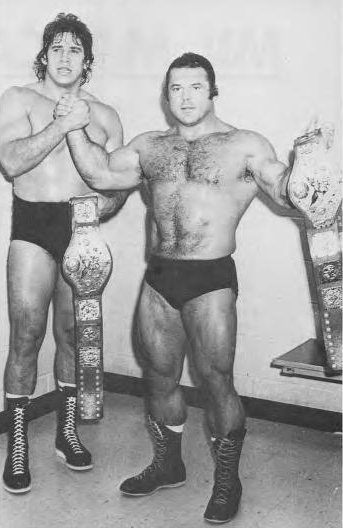
Santana et Putski, WWF Tag Team Championships.

### Débuts (1977-1979)
Peu avant sa tentative de devenir joueur de football américain, Solís a une conversation avec Joe Blanchard, le père de Tully Blanchard qui est l'un des principaux promoteurs de catch du Texas. Après sa première et unique saison chez les Lions de la Colombie-Britannique, Solís se rappelle que Blanchard lui a déclaré qu'un bon catcheur gagne plus qu'un joueur de football américain.
C'est un autre ancien joueur de l'équipe de football de Texas A&M, Terry Funk, qui le met en contact avec Eddie Graham, le promoteur de la Championship Wrestling from Florida. Il part alors en Floride s'entraîner auprès de Hiro Matsuda et commence sa carrière à la Championship Wrestling from Florida,. Il lutte ensuite en Géorgie à la Georgia Championship Wrestling où il lutte sous le nom de Richard Blood,. Il a des problèmes avec Ole Anderson, le booker de la Georgia Championship Wrestling qui est raciste et refuse de le mettre en valeur.

### World Wide Wrestling Federation / World Wrestling Federation (1979-1993)

#### 1979-1984
Solís rejoint la World Wide Wrestling Federation (WWWF) en 1979 et lutte sous le nom de Tito Santana. Il est rapidement mis sur le devant de la scène et remporte avec Ivan Putski le championnat du monde par équipes de la WWWF le 22 octobre après leur victoire face à Jerry (en) et Johnny Valiant.

#### 1984-1986
En 1984, il rivalisait avec le Magnificent Don Muraco pour le Championnat intercontinental de la WWF, qu'il remportait le 11 février (devenant ainsi le tout premier catcheur mexico-américain à avoir remporté le Championnat intercontinental de la WWF). Il entrait ensuite dans une rivalité pour le titre de Champion intercontinental avec Greg Valentine. Valentine le récupérait des mains de Santana en septembre 1984 à London.
Tito retournait à WrestleMania et dans le match d'ouverture battait un catcheur masqué du nom de The Executioner. Tito et Greg Valentine catchaient dans une série de matchs simples et par équipes. Ils luttaient dans différents types de matchs allant du simple aux matchs de championnat, en passant par les matchs sans disqualification et aux Lumberjack matchs.
En juillet 1985, Tito Santana regagnait le titre intercontinental dans un match en cage à Baltimore. Santana portait le titre pour 7 mois de plus avant de le perdre face à « Macho Man » Randy Savage dans un match dur au Boston Garden. Savage remportait le titre après avoir frappé Santana avec un objet, qui allait mener à une série de matchs revanches où Savage allait intentionnellement se faire disqualifier pour conserver sa ceinture. Une nouvelle série de matchs suivit, cette fois sans disqualification, que Savage réussissait à remporter.

#### 1987-1993
Fin 1987, Tito Santana formait une équipe avec le Champion de monde de l'AWA Rick Martel nommée « Strike Force ». L'équipe remportait rapidement le Championnat par équipe de la Hart Foundation (Bret Hart et Jim Neidhart) en octobre 1987. Ils le défendait avec succès jusqu'à WrestleMania IV (mars 1988) où ils perdaient face à Demolition (Ax & Smash).
À la suite d'une blessure à la nuque subie face à Martel peu de temps après WrestleMania, l'équipe restait inactive jusqu'à WrestleMania V en 1989. Dans un match contre les Brain Busters (Tully Blanchard & Arn Anderson), Martel se retournait contre Tito le laissant tout seul à finir le match face aux deux adversaires. Cette trahison engendra une rivalité jusqu'à l'édition 1998 des Survivor Series
Santana restait un catcheur en solo et rivalisait avec Martel pendant un certain temps. Après que l'Ultimate Warrior ait remporté le Championnat de la WWF de Hulk Hogan à WrestleMania VI (laissant vacant le titre intercontinental) Santana prenait part à un tournoi pour désigner un nouveau champion intercontinental. Santana allait jusqu'en finale et perdait face à Mr. Perfect. Pour garder de l'intérêt dans sa carrière, il prenait une gimmick de toréador espagnol et le surnom « El Matador » en 1991, qu'il utilisait jusqu'à son départ en 1993.

### Extreme Championship Wrestling (1993)
Il remportait le Championnat de l'ECW en août 1993 en battant Don Muraco mais abandonnait le titre plus tard cette année à Shane Douglas.

### American Wrestling Federation (1995)
La prise de finition favorite de Tito était le « Flying Forearm Smash ». La prise était appelée « The Mexican Hammer » quand il était partenaire avec Ivan Putski (la prise de finition de Putski étant « The Polish Hammer »). Il était plus tard appelé « The Flying Jalapeno » par le commentateur de la WWF Bobby Heenan (qui à cette époque l'appelait aussi « Extra Hot Paste Picante » et « El Salsa de So-So »), et plus tard nommé ironiquement par Jesse Ventura « The Flying Burrito ». À cette époque, Santana catchait à l'AWF, et les commentateurs appelaient sa prise de finition « The Flying Burrito » ou tout simplement « The Burrito ».
En tant qu'El Matador, il ajoutait une variation dans son forearm smash appelé « El Paso del Muerte » (traduit en français « Le passage de la mort ») après avoir frappé son adversaire dans les intestins et ensuite brandissant ses bras comme des cornes de taureau, Tito s'élançait des cordes et délivrait un coup de coude volant à la nuque de son adversaire.
En 1998, Tito a aussi été commentateur espagnol aux côtés de Carlos Cabrera et Hugo Savinovich à WrestleMania XIV à Boston.

## Après le catch
Après avoir mis fin à sa carrière de catcheur, Solis est devenu professeur d'espagnol dans le Eisenhower Middle School à Roxbury Township où il vit avec sa femme Leah et leurs trois enfants Matthew, Michael et Mark. Il détient le Santana's Hair Salon à Roxbury Township.

## Palmarès
- American Wrestling Federation (AWF)
  - 2 fois champion poids lourd de l'AWF[13]
- Empire Wrestling Alliance
  - 1 fois EWA Heavyweight Champion

- Eastern Championship Wrestling
  - 1 fois ECW Heavyweight Champion[11]
- House of Pain Wrestling Federation
  - 1 fois HoPWF Tag Team Champion
- Independent Association of Wrestling
  - 1 fois IAW Television Champion

- International World Class Championship Wrestling
  - 1 fois IWCCW Heavyweight Championship[1]

- National Wrestling Alliance Western States Sports
  - 1 fois NWA Western States Tag Team Champion avec Ted DiBiase[1]

- Northern States Wrestling Alliance
  - 1 fois NSWA Heavyweight Championship[1]

- New England Pro Wrestling Hall of Fame
  - Membre du Hall of Fame depuis 2011[14]

- Rio Grande Valley Sports Hall of Fame
  - Membre du Rio Grande Valley Sports Hall of Fame depuis 2007[15]

- USA Pro Wrestling
  - 1 fois USA Pro Heavyweight Champion[1]
- Unified Championship Wrestling
  - 1 fois UCW Heavyweight Champion
- Universal Superstars of America
  - 1 fois USA Tag Team Champion avec Chris Michaels
- World-1
  - 1 fois W1 Tag Team Champion avec Travis Lee

- World Wrestling Federation
  - 2 fois WWF Intercontinental Championship[9]
  - 2 fois WWF Tag Team Championship avec Ivan Putski (1) et Rick Martel (1)[10]
  - Vainqueur du King of the Ring 1989[16]
  - WWE Hall of Fame (Classe de 2004)[2]